# Thiên hoàng Montoku
Thiên hoàng Văn Đức (文徳天皇 Montoku-tennō, Tháng 8 năm 827 – 7 tháng 10 năm 858) là Thiên hoàng thứ 55 của Nhật Bản theo danh sách kế thừa ngôi vua truyền thống
Triều đại của Montoku của kéo dài từ 850 đến 858.

## Tường thuật truyền thống
Trước khi lên ngôi, ông có tên thật là hoàng tử Michiyasu (道康 Đạo Khang). Ông cũng được biết đến như Tamura-no-mikado hoặc Tamura-tei. Ông được viên đại thần nhiều thế lực là Fujiwara Yoshifusa sắp xếp cưới con gái ông ta là Akirakeiko (829 - 900), nhờ vậy mà Yoshifusa trở thành bố vợ của Thiên hoàng tương lai.

## Lên ngôi
Ngày 6 tháng 5 năm 850 (21 tháng 3, niên hiệu Kashō thứ ba của phụ vương), Thiên hoàng Ninmyō băng hà. Con trai cả của ông chính thức lên ngôi
Ngày 1 tháng 6 năm 850 (ngày 17 tháng 4, niên hiệu Kashō thứ ba của phụ vương), Thái tử Michiyasu chính thức đăng quang, lấy hiệu là Thiên hoàng Montoku. Ông lấy niên hiệu của cha làm thành niên hiệu Kashō (850-851) nguyên niên. Yoshifusa được cử làm Thái chính đại thần.
Vua Bột Hải Trang Tông của vương quốc Bột Hải tiến hành các hoạt động thương mại với Nhật Bản.
Cùng năm 850, ở Thanh Hải trấn (Cheonghaejin) thuộc Tân La (đời vua Tân La Văn Thánh Vương), Yeom Jang trao lại chức Đại sứ Thanh Hải trấn cho thuộc hạ cũ của Trương Bảo Cao. Cuối năm 850, thương nhân Nhật Bản (đời Thiên hoàng Montoku) không còn đến Thanh Hải trấn (Cheonghaejin) buôn bán nữa.
Tháng 12 năm 850, Thiên hoàng Montoku đặt tên cho con trai thứ 4 (mới sinh được 9 tháng) là hoàng tử Korehito -shinnō, cháu ngoại của Yoshifusa. Ông cũng tuyên bố đứa trẻ này sẽ kế vị ông trong tương lai.
Đầu năm 855, Thiên hoàng đem 1.000 quân đánh phá cuộc nổi dậy của người Emishi ở phía bắc vương quốc.
Năm 855, Thiên hoàng Montoku đem quân trấn áp cuộc nổi dậy của người Emishi tại  tỉnh Mutsu, và trong nhân dân của đảo Tsushima hai năm sau đó (857).
Cùng năm 857, vua Bột Hải Trang Tông của vương quốc Bột Hải qua đời, kì đệ là Đại Kiền Hoảng lên kế vị. Vua Đại Kiền Hoảng cử một số đoàn sứ thần sang Nhật Bản để thông báo việc mình kế vị và bang giao.
Ngày 7 tháng 10 năm 858, Thiên hoàng Montoku băng hà ở tuổi 32. Con trai mới 9 tuổi sẽ lên ngôi, hiệu là Thiên hoàng Seiwa.

### Các Công khanh
- Thái Chính đại thần: Fujiwara no Yoshifusa (藤原良房[liên kết hỏng]), 804-872.
- Tả đại thần: Minamoto no Tokiwa (源常[liên kết hỏng]), 812-854.
- Tả đại thần: Minamoto no Makoto (源信[liên kết hỏng]), 810-868.
- Hữu đại thần: Fujiwara no Yoshifusa (藤原良房), 804-872.
- Hữu đại thần: Fujiwara no Yoshimi (藤原良相[liên kết hỏng]), 813-867.
- Nội đại thần: (không chỉ định)
- Đại nạp ngôn

### Niên hiệu
- Kashō (嘉祥 Gia Tường)(848-851)
- Ninju (仁壽 Nhân Thọ) (851-854)
- Saiko (齊衡 Tề Hoành)(854-857)
- Ten'an (天安 Thiên An) (857-859)

## Gia đình
Thiên hoàng Montoku có 6 hoàng hậu với 29 con (cả trai lẫn gái)
- Hoàng hậu (Kōgo), Thái hoàng thái hậu  (Tai-Kotaigō): Fujiwara no Akirakeiko (藤原明子[liên kết hỏng]; 829–899), còn được biết đến với tên Somedono-no-Kisaki, con gái của Fujiwara no Yoshifusa.[13]
  - Hoàng tứ tử: Thân vương Korehito (惟仁親王[liên kết hỏng]) sau là Thiên hoàng Seiwa
  - Hoàng tam nữ: Nội thân vương Gishi (儀子内親王[liên kết hỏng]; mất năm 879), Saiin thứ 6 của Đền Kamo từ 859–876
- Nữ ngự (Nyōgo): Fujiwara no Koshi/Furuko (藤原古子[liên kết hỏng]), con gái của Fujiwara no Fuyutsugu
- Nữ ngự (Nyōgo): Fujiwara no Takakiko (藤原多賀幾子[liên kết hỏng]; mất năm 858), con gái của Fujiwara no Yoshimi
- Nữ ngự  (Nyōgo): Công chúa Azumako (東子女王[liên kết hỏng]; mất năm 865)
- Nữ ngự  (Nyōgo): Fujiwara no Nenshi/Toshiko (藤原年子[liên kết hỏng])
- Nữ ngự  (Nyōgo): Fujiwara no Koreko (藤原是子[liên kết hỏng])
- Nữ ngự  (Nyōgo): Tachibana no Fusako (橘房子[liên kết hỏng]), con gái của Tachibana no Ujikimi
- Nữ ngự  (Nyōgo): Tachibana no Chushi (橘忠子[liên kết hỏng]), người con gái khác của Tachibana no Ujikimi
- Cung tần (Koui): Ki no Shizuko (紀静子[liên kết hỏng]; mất năm 866), con gái của Ki no Natora
  - Hoàng trưởng tử: Thân vương Koretaka (惟喬親王[liên kết hỏng]; 844–897)
  - Second son: Imperial Prince Koreeda (惟条親王; 848–868)
  - Imperial Princess Tenshi (恬子内親王; d. 913), 20th Saiō in Ise Shrine 859–876
  - Fifth daughter: Imperial Princess Jutsushi (述子内親王; d. 897), 5th Saiin in Kamo Shrine 857–858
  - Imperial Princess Chinshi (珍子内親王; d. 877)
- Điển thị: Shigeno no Okuko (滋野奥子), Shigeno no Sadanushi's daughter
  - Third Son: Imperial Prince Korehiko (惟彦親王; 850–883)
  - Imperial Princess Nōshi (濃子内親王; d. 903)
  - Imperial Princess Shōshi (勝子内親王; d. 871)
- Điển thị: Fujiwara no Konshi/Imako (藤原今子[liên kết hỏng]), con gái của Fujiwara no Sadamori
  - Thân vương Koretsune (惟恒親王[liên kết hỏng]; mất năm 904)
  - Imperial Princess Reishi (礼子内親王; d. 899)
  - Hoàng nữ thứ bảy: Nội thân vương Keishi (掲子内親王[liên kết hỏng]; mất năm 914), Saiō thứ 22 của Đền Ise từ 882–884
- Phu nhân: Fujiwara no Retsushi (藤原列子[liên kết hỏng]), con gái của Fujiwara no Koreo
  - Hoàng trưởng nữ: Nội thân vương Anshi (晏子内親王[liên kết hỏng]; mất năm 900), Saiō thứ 19 của Đền Ise từ 850–858
  - Hoàng nữ thứ tám: Nội thân vương Akirakeiko (慧子内親王[liên kết hỏng]; mất năm 881), Saiin thứ 4 của Đền Kamo từ 850–857
- Phu nhân: Shigeno no Mineko (滋野岑子[liên kết hỏng]), con gái của Shigeno no Sadao
  - Minamoto no Motoari (源本有)
  - Minamoto no Noriari (源載有)
  - Minamoto no Fuchiko/Shigeko (源淵子/滋子; d. 911)
- Phu nhân: Tomo clan's daughter
  - Minamoto no Yoshiari (源能有; 845–897), Udaijin 896–897
- Phu nhân: Fuse clan's daughter
  - Minamoto no Yukiari (源行有; 854–887)
- Phu nhân: Tajihi clan's daughter
  - Minamoto no Tsuneari (源毎有)
- Phu nhân: Kiyohara clan's daughter
  - Minamoto no Tokiari (源時有)
- Phu nhân: Sugawara clan's daughter
  - Minamoto no Sadaari (源定有)
  - Minamoto no Tomiko (源富子)
- (Con cái của những phi tần, phu nhân khác)
  - Minamoto no Tomiari (源富有[liên kết hỏng], mất năm 887)
  - Minamoto no Hyōshi (源憑子)
  - Minamoto no Kenshi (源謙子)
  - Minamoto no Okuko (源奥子)
  - Minamoto no Retsushi (源列子)
  - Minamoto no Seishi (源済子[liên kết hỏng]), sau lấy Thiên hoàng Seiwa
  - Minamoto no Shuko (源修子)